# Osmólito
Osmólitos são pequenas moléculas orgânicas que foram selecionadas para contrabalançar estresses ambientais em organismos vivos. Em muitos casos os estresses ambientais ameaçam a estabilidade conformacional das proteínas e, portanto, vários osmólitos foram selecionados de forma a estabilizar macromoléculas intracelulares. 

## Subclasses de osmólitos
Os osmólitos podem ser subdivididos em subcategorias: 
- Carboidratos pequenos (incluindo açucares (trealose), polióis (glicerol, inositóis, sorbitol, etc) e derivados;

- Aminoácidos (glicina, prolina, taurina, etc);

- Metilaminas (como o TMAO e a glicina betaina).

Como exemplo de um órgão onde o efeito de osmólitos é imprescindível para a sobrevivencia do organismo podemos citar o rim. Para poder contrabalançar os efeitos deletérios de altas concentrações de ureia e variações na salinidade do meio tecidos renais fazem uso dos osmólitos protetores taurina, sorbitol, mio-inositol e o GPC e glicina betaína.